# Jacques de Nisibe
Jacques de Nisibe ou Jacob de Nisibe (mort en 338, peut-être le 15 juillet) est un ascète chrétien brouteur et un des premiers évêques de Nisibe du IVe siècle. Il est vénéré comme saint par plusieurs Églises chrétiennes.

## Biographie
Jacques est né à Nisibe, ville située aux confins des empires romain et perse, passée plusieurs fois de l'une à l'autre domination, située aujourd'hui dans le sud-est de la Turquie.
Il se retire dans le désert comme ermite brouteur avant que la communauté chrétienne de sa ville ne l'élise comme évêque vers 308. L'Empire romain connaît alors une vague de répression contre les chrétiens qui se termine par la promulgation par l'empereur Galère d'un édit de tolérance en 311. C'est en sa qualité d'évêque qu'il assiste au concile de Nicée en 325, puis se signale par son opposition à l'arianisme dans les débats sur la divinité de Jésus-Christ.
Il serait à l'origine de l'École théologique de Nisibe, dont saint Éphrem le Syrien sera le plus célèbre représentant.
D'après Éphrem le Syrien, saint Jacques de Nisibe se serait illustré « par ses prières » lors du premier siège de Nisibe par le roi des Perses Shapur II, en 337. Il serait mort pendant ce siège le 15 juillet 337.

## Vénération
Des reliques de Jacques de Nisibe sont conservées à Édesse. Sa mémoire, rappelée au martyrologe romain le 15 juillet, est célébrée le 13 janvier dans l'Église orthodoxe et le 18 janvier et le 11 mai par les chrétiens de l’Église syriaque et l'Église apostolique arménienne.